# Thorectes laevigatus
Thorectes laevigatus är en skalbaggsart som beskrevs av Johan Christian Fabricius 1798. Thorectes laevigatus ingår i släktet Thorectes och familjen tordyvlar. Inga underarter finns listade i Catalogue of Life.